# داف ۳۳
داف ۳۳ (DAF ۳۳) خودرویی است که در سال‌های ۱۹۶۷–۱۹۷۴در آیندهوون تولید شده‌است.
طراحی آن خودروهای موتور جلو-محور عقب بوده است.
موتور آن ۷۴۶ سی‌سی است.